# 常盤町 (室蘭市)
常盤町（ときわちょう）は北海道室蘭市の町。住居表示実施済み。郵便番号は051-0025。かつて同名の大字，字，室蘭郡の町が存在した。

## 地理
室蘭市の南西部に位置し、西に清水町、北に幕西町、東に中央町、南東に幸町と接し、南は内浦湾に面する。

### 海洋
- 内浦湾

## 地域の特徴
室蘭市の都市計画マスタープランでは蘭西地域に属する。
北部は丘陵になっており、町域を東西に北海道道844号祝津西小路中央線が横断する。

町内に浄土真宗本願寺派本教寺，曹洞宗安楽寺，日蓮宗妙伝寺，カトリック室蘭教会，道営住宅常盤団地，蕙山苑がある。

蕙山苑は栗林商会創業者の栗林五朔が1909年（明治42年）に政財界の要人をもてなすために巨額の私財を投じて建立した建造物である。釘を1本も使用していない典型的な日本の寺社建築の様式になっており、敷地は2,800坪、建坪は200坪である。なお、普段は一般公開されていない。

## 歴史
常盤町は1872年（明治5年）からの札幌本道開削の進行に伴い形成された町並みで、1873年（明治6年）に室蘭郡の町名として成立した。当初は住宅街であり、1883年（明治16年）に曹洞宗室蘭山安楽寺、1886年（明治19年）浄土真宗西本願寺派北門山本教寺、1891年（明治24年）日蓮宗東海山妙伝寺が創建された。さらに1891年に来訪したルソー神父により1893年（明治26年）教会堂（現室蘭カトリック教会）が建立された。1898年（明治31年）11月、公立室蘭病院が港町から常盤町に移転した。病院前の道はその後、病院坂と呼ばれるようになった。1909年（明治42年）11月、町役場の新庁舎が完成、千歳町から移転した。1919年（大正6年）、室蘭信用組合開設、1920年（大正7年）実科高等女学校（翌年、室蘭高等女学校に改称）が現在の常盤公園の地に開校した。1931年（昭和6年）、市役所が公園町に移転。1950年（昭和25年）4月1日、室蘭高等学校と室蘭高等女学校が再編され、北海道室蘭清水丘高等学校に改称。1951年（昭和26年）2月、市立室蘭病院（前出の公立室蘭病院）は火災により焼失したが再建された。1958年（昭和33年）6月、市立室蘭病院は市立室蘭総合病院に改称した。1966年（昭和41年）12月21日、北海道室蘭清水丘高校が増市町二丁目の新校舎に移転。常盤公園には跡地を標す石碑が残されている。1997年（平成9年）2月、市立室蘭総合病院が山手町三丁目に移転、跡地には道営住宅常盤団地が建てられた。

### 地名の由来
開拓使が末永く繁栄を期す意で命名した。

### 沿革
- 1873年（明治6年） - 開拓使の管轄、室蘭郡の町として常盤町が成立[6]。
- 1900年（明治30年）7月1日 - 北海道一級町村制の施行により室蘭町（一級町）が発足、室蘭郡常盤町は室蘭町の大字、常盤町となる[11]。
- 1918年（大正7年）2月1日 - 北海道区制の施行により室蘭区が発足。室蘭町常盤町は室蘭区常盤町となる[12]。
- 1922年（大正11年）4月1日 - 字名改正により常盤町（大字），本町（大字），札幌通（大字）の各一部が常盤町（字）となり、常盤町（大字），本町（大字），札幌通（大字）を廃止[6][13]。
- 1922年（大正11年）8月1日 - 市制施行により室蘭区常盤町（字）は室蘭市常盤町（字）となる[14]。
- 1966年（昭和41年）7月1日 - 常盤町新設[6][15]。

### 町名の変遷
| 実施内容          | 実施年月日               | 実施後       | 実施前                                               |
| ----------------- | ------------------------ | ------------ | ---------------------------------------------------- |
| 字名改正          | 1922年（大正11年）4月1日 | 常盤町（字） | 常盤町（大字），本町（大字），札幌通（大字）の各一部 |
| 町名新設 住居表示 | 1966年（昭和41年）7月1日 | 常盤町       | 常盤町（字），清水町（字），本町（字）の各一部       |

## 世帯数と人口
2023年（令和5年）12月31日現在（室蘭市発表）の世帯数と人口は以下の通りである。
| 町     | 世帯数  | 人口  |
| ------ | ------- | ----- |
| 常盤町 | 179世帯 | 282人 |

### 人口の変遷
国勢調査による人口の推移。
| 1995年（平成7年）  | 673人 | [ 16 ] |  |
| 2000年（平成12年） | 491人 | [ 17 ] |  |
| 2005年（平成17年） | 499人 | [ 18 ] |  |
| 2010年（平成22年） | 453人 | [ 19 ] |  |
| 2015年（平成27年） | 393人 | [ 20 ] |  |
| 2020年（令和2年）  | 296人 | [ 21 ] |  |

### 世帯数の変遷
国勢調査による世帯数の推移。
| 1995年（平成7年）  | 297世帯 | [ 16 ] |  |
| 2000年（平成12年） | 268世帯 | [ 17 ] |  |
| 2005年（平成17年） | 289世帯 | [ 18 ] |  |
| 2010年（平成22年） | 262世帯 | [ 19 ] |  |
| 2015年（平成27年） | 225世帯 | [ 20 ] |  |
| 2020年（令和2年）  | 169世帯 | [ 21 ] |  |

## 学区
市立小・中学校に通う場合、学区は以下の通りとなる。
| 町     | 街区 | 小学校               | 中学校               |
| ------ | ---- | -------------------- | -------------------- |
| 常盤町 | 全域 | 室蘭市立みなと小学校 | 室蘭市立室蘭西中学校 |

## 交通

### 道路
- 北海道道844号祝津西小路中央線

## 施設

### 公営住宅
- 道営住宅常盤団地

### 寺社
- 浄土真宗本願寺派本教寺
- 曹洞宗安楽寺
- 日蓮宗妙伝寺

### 教会
- カトリック室蘭教会

### 公園
- 常盤公園

### その他
- 蕙山苑